# Jusaeng-myeon
Jusaeng-myeon (koreanska: 주생면) är en socken i den södra delen av Sydkorea. Den ligger i kommunen Namwon i provinsen Norra Jeolla, 245 km söder om huvudstaden Seoul.